# Senator voor het leven
De functie senator voor het leven duidt aan dat iemand lid is van de senaat zonder noodzaak tot herverkiezing. Deze situatie blijft voortduren tot zijn of haar dood of tot een bepaalde maximumleeftijd wordt bereikt - afhankelijk van de specifieke wetgeving. Dikwijls is de regeling gericht op voormalig presidenten.
De specifieke details van de functie hangen erg van het land af, en worden in de betreffende artikelen besproken. Klik op de landnaam voor meer informatie.
Vandaag de dag: 
- Burundi
- Congo-Brazzaville
- Italië
- Paraguay
- Rwanda
- Life peers in het Verenigd Koninkrijk, leden van het hogerhuis die voor het leven zijn benoemd

Historisch: 
- Brazilië (1826-1889)
- Canada (?-1965)
- Chili (1980-2005)
- Frankrijk (1875-1884)
- Nicaragua (1974-?)
- Peru (1979-1993)
- Roemenië (1923-1946)
- Romeinse Republiek
- Somalië (1960-1969)
- Turkije (1961-1982)
- Venezuela (1961-1999)

## Burundi
De voormalige staatshoofden van Burundi zetelen als senatoren voor het leven. In 2015 waren er vier senatoren voor het leven: Jean-Baptiste Bagaza, Sylvestre Ntibantunganya, Pierre Buyoya en Domitien Ndayizeye.

## Congo-Kinshasa
De Grondwet van de Democratische Republiek Congo stelt dat de verkozen voormalige presidenten van de Republiek van rechtswege senatoren voor het leven (de droit sénateurs à vie) zijn.

## Italië
Volgens artikel 59 van de Grondwet van de Italiaanse Republiek is het levenslange lidmaatschap van de Senaat van de Republiek voorzien:
- voor de presidenten-emeriti van de Republiek, tenzij zij zouden weigeren; zij heten senatori di diritto a vita ("senatoren van rechtswege voor het leven");
- voor vijf Italiaanse burgers die "het Vaderland luister bijgezet hebben door zeer hoge verdiensten op sociaal, wetenschappelijk, artistiek en literair gebied" (... che hanno illustrato la Patria per altissimi meriti nel campo sociale, scientifico, artistico e letterario); zij worden door de president van de Republiek benoemd en heten doorgaans senatori a vita di nomina presidenziale ("senatoren voor het leven door presidentiële benoeming").

## Paraguay
Volgens artikel 189 van de Grondwet van de Republiek Paraguay zetelen voormalige presidenten van de Republiek als Senadores vitalicio de la Nación ("Senatoren voor het leven van de Natie"), op voorwaarde dat zij democratisch verkozen zijn en niet door wettelijke schuld uit hun ambt gezet zijn. Senatoren voor het leven hebben wel spreek-, maar geen stemrecht.

## Rwanda
Artikel 82 van de Rwandese Grondwet stelt dat voormalige presidenten van de Republiek lid kunnen worden van de Senaat, indien zij een aanvraag hiervoor indienen bij het Hoogste Gerechtshof. Zij moeten wel hun mandaat "normaal" beëindigd of vrijwillig neergelegd hebben. Hun mandaat is, in tegenstelling tot dat van de andere senatoren, niet beperkt tot acht jaar (artikel 84).